# Буадефр, Рауль Франсуа Шарль ле Мутон де
Рауль Франсуа Шарль ле Мутон де Буадефр (фр. Raoul François Charles Le Mouton de Boisdeffre; 1839—1919) — французский генерал.

## Биография
Рауль Франсуа Шарль ле Мутон де Буадефр родился 6 февраля 1839 года в нормандском городе Алансоне. 

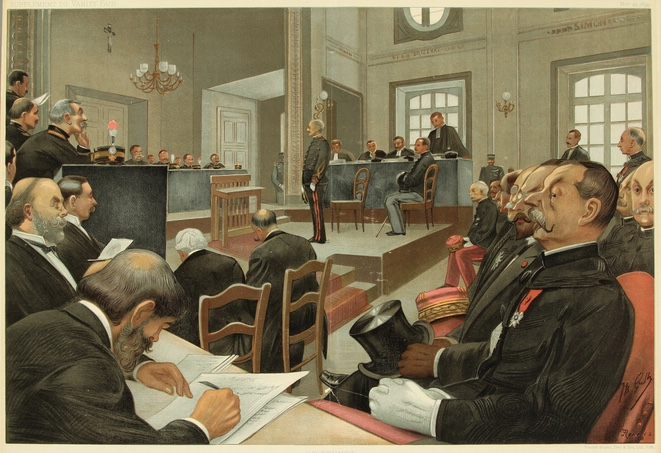
Буадефр на деле Дрейфуса

В качестве офицера генерального штаба французской армии принимал участие в сражении под Седаном; в 1873 году сопровождал генерала Шанзи в Алжир; в 1878 году был назначен военным атташе в Санкт-Петербурге, в 1894 году — начальником генерального штаба. 
14 мая 1896 года Буадефр был официальным представителем Франции при коронации в Москве российского императора Николая II. Энергично способствовал заключению франко-русского союза.
В 1897 году был противником пересмотра дела Дрейфуса, способствовал оправданию Фердинанда Эстергази (1847—1923), вполне доверял полковнику Анри, вообще всецело стоял на стороне реакции. 
После того как были раскрыты подлоги Анри, Буадефр вынужден был выйти в отставку (1898 год).
Рауль Франсуа Шарль ле Мутон де Буадефр умер 24 августа 1919 года в Париже.